# Lizzonia
El MV Lizzonia fue un cabotaje tipo Empire F de 401 toneladas brutas que fue construido en 1944 por Goole Shipbuilding & Repairing Ltd, Goole, Reino Unido como Empire Farouche para el Ministerio de Transporte de Guerra (MoWT). En 1946, fue vendido y rebautizado como Lizzonia. En 1956 se le cambiaron los motores y se hundió en 1961 tras una colisión contra otro buque.

## Hundimiento
En 1946, fue vendido a sus gerentes y rebautizado como Lizzonia. En 1956 se le instaló un nuevo motor diésel. El 16 de marzo de 1961, durante un tiempo brumoso, el Lizzonia chocó contra el carguero sueco Arctic Ocean en el Canal de la Mancha, a 3 millas náuticas (5,6 km) al oesnoroeste del Varne Lightvessel. Su tripulación pudo trasladarse al Arctic Ocean mientras los dos barcos estaban unidos. Posteriormente, el Lizzonia se hundió.